# Крамзах
Крамзах (нім. Kramsach) — містечко й громада округу Куфштайн у землі Тіроль, Австрія.
Крамзах лежить на висоті 520 м над рівнем моря і займає площу 26,87 км². Громада налічує 4609 мешканців.
Густота населення 172/км².
Крамзах лежить у долині річки Інн. Громада належить до судового округу Раттенберг.
|                                  |
| Крамзах на мапі округу та землі. |

 Адреса управління громади: Zentrum 1, 6233 Kramsach.